# Shon the Piper
Shon the Piper é um curto filme de drama romântico norte-americano de 1913, dirigido por Otis Turner e estrelado por Robert Z. Leonard. O filme também apresenta Lon Chaney em um papel de apoio como um clã escocês. Shon the Piper é agora considerado um filme perdido.

## Sinopse
O filme conta a história de um homem rico que se disfarça como um flautista para ganhar a mão de uma camponesa orgulhosa.